# Mezoregion Norte de Roraima

Mezoregion Norte de Roraima

Mezoregion Norte de Roraima – mezoregion w brazylijskim stanie Roraima, skupia 8 gmin zgrupowanych w dwóch mikroregionach. Liczy 99.405,0 km² powierzchni.

## Mikroregiony
- Boa Vista
- Nordeste de Roraima